# Coup de feu (film)
Pour les articles homonymes, voir Coup de feu.
Pour plus de détails, voir Fiche technique et Distribution.
Coup de feu est film français réalisé par Magali Clément et sorti en 1983. 

## Fiche technique
- Titre : Coup de feu
- Réalisation : Magali Clément
- Scénario : Magali Clément
- Photographie : Jean-Yves Escoffier
- Son : Jean-Marcel Milan
- Montage : Laurence Leininger
- Musique : Francis Cabrel
- Pays de production :  France
- Durée : 12 minutes
- Date de sortie : France - février 1983 (présentation au Festival international du court métrage de Clermont-Ferrand)

## Distribution
- Magali Clément
- Bernard-Pierre Donnadieu

## Distinctions

### Récompenses
- Prix du meilleur court métrage du Syndicat français de la critique de cinéma 1983[1]

### Nomination
- César du meilleur court métrage de fiction 1984[2]